# Players Championship de 2010
O Players Championship de 2010 foi a trigésima sétima edição do Players Championship, realizada entre os dias 6 e 9 de maio no PC Sawgrass de Ponte Vedra Beach, na Flórida, Estados Unidos. O torneio foi vencido pelo sul-africano Tim Clark, na rodada do domingo, 67 tacadas, seu primeiro título do PGA Tour.

## Local do evento
Esta foi a vigésima nona edição realizada no campo do Estádio TPC Sawgrass, em Ponte Vedra Beach, Flórida.